# Rosa panterns förbannelse
Rosa Panterns Förbannelse (engelska: Curse of the Pink Panther) är den åttonde filmen i Rosa pantern-serien, här med Ted Wass  i huvudrollen. Filmen producerades av Blake Edwards och hade premiär 1983.

## Handling
Kommissarie Clouseau är fortfarande spårlöst försvunnen, till Polischef Dreyfus stora glädje. Med hjälp av en högteknologisk dator ska polisen välja fram den perfekta mannen för att leta reda på Clouseau, men Dreyfus vill ju verkligen inte få tillbaka mannen han hatar mest av allt, så han omprogramerar datorn så den att väljer ut den sämsta detektiven i världen, Clifton Sleigh.

## Om filmen
När Sleigh slutligen finner Clouseau har denne genomgått en plastikoperation, och ser nu ut som Roger Moore, och är till och med spelad av Roger Moore. Sleigh tror att det är den riktige Roger Moore som han träffar, och att han nog aldrig kommer att finna den försvunne Clouseau - han inser inte vad åskådarna inser när "Roger Moore" beter sig så klantigt att det bara finns en enda person som kan uppföra sig så...

## Rollista (urval)
- Ted Wass – Clifton Sleigh
- Herbert Lom – Polischef Charles Dreyfus
- David Niven – Sir Charles Litton
- Joanna Lumley – Grevinnan Chandra
- Capucine – Lady Litton
- Robert Wagner – George Litton
- Roger Moore – kommissarie Jacques Clouseau